# Potsdams centralstation
Potsdam centralstation (tyska Potsdam Hauptbahnhof) i staden Potsdam, Tyskland är slutstation för Berlins pendeltåg (S-bahn) samt en centralstation för fjärrtåg och regionaltåg. Tåg trafikerar till bl.a. Berlin Brandenburgs flygplats, Königs Wusterhausen, Magdeburg, Golm, Frankfurt an der Oder, Bremen och Hannover. Potsdams spårväg stannar utanför med flera linjer.
I anslutning till stationen finns ett köpcentrum som heter Bahnhofspasssagen.

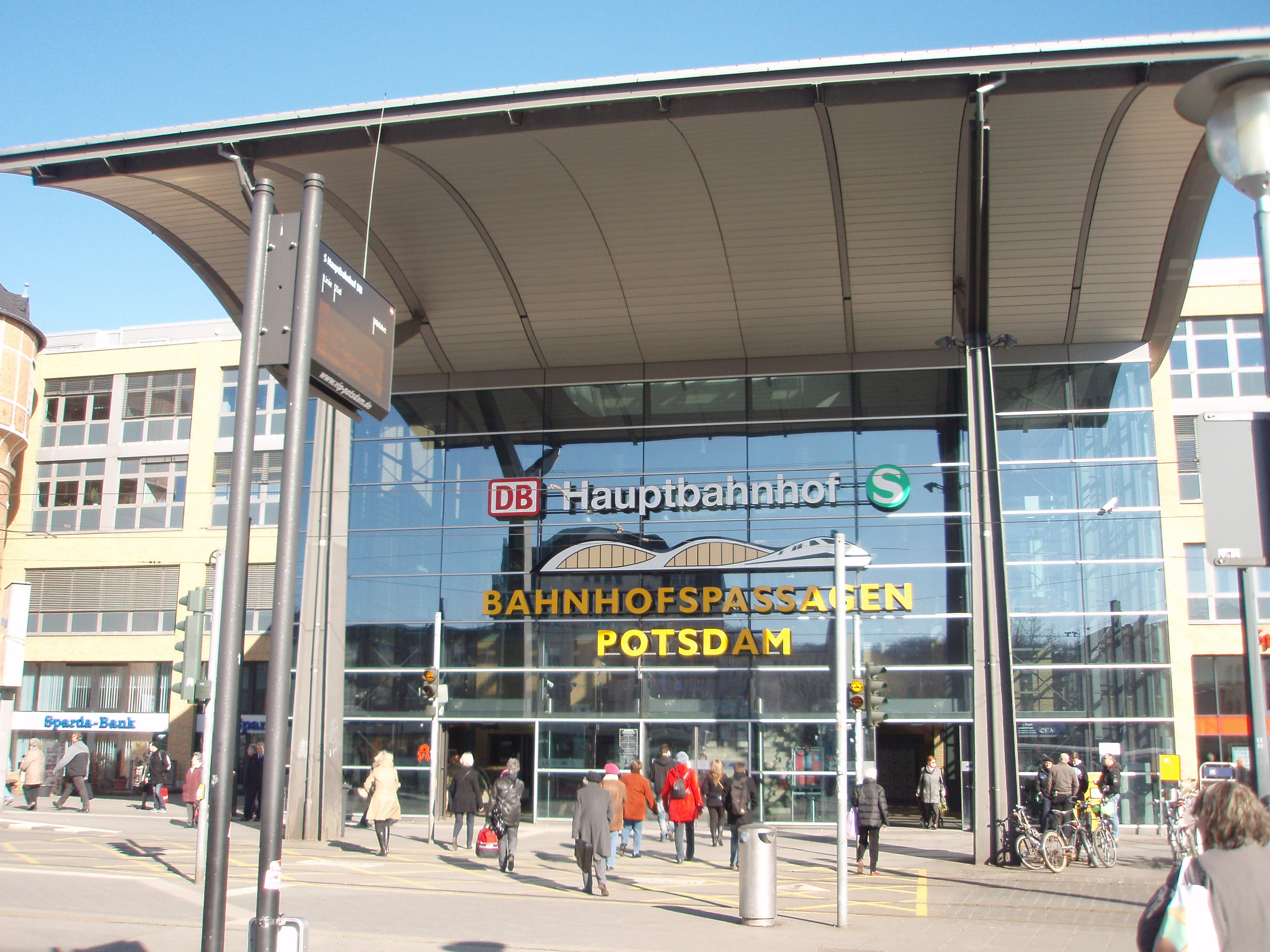
Potsdam Hauptbahnhof entré
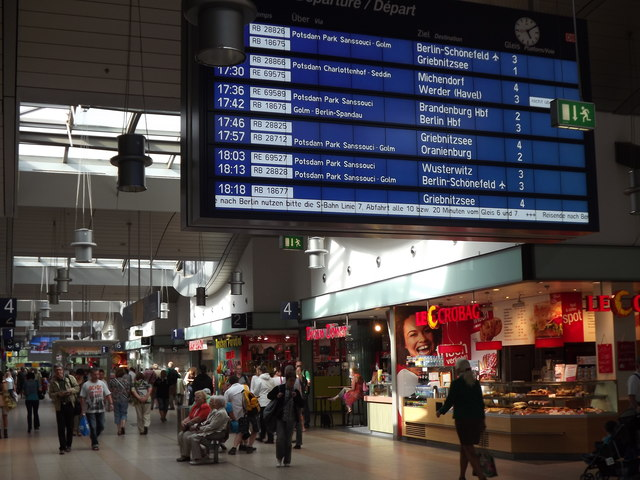
Bahnhofspassagen
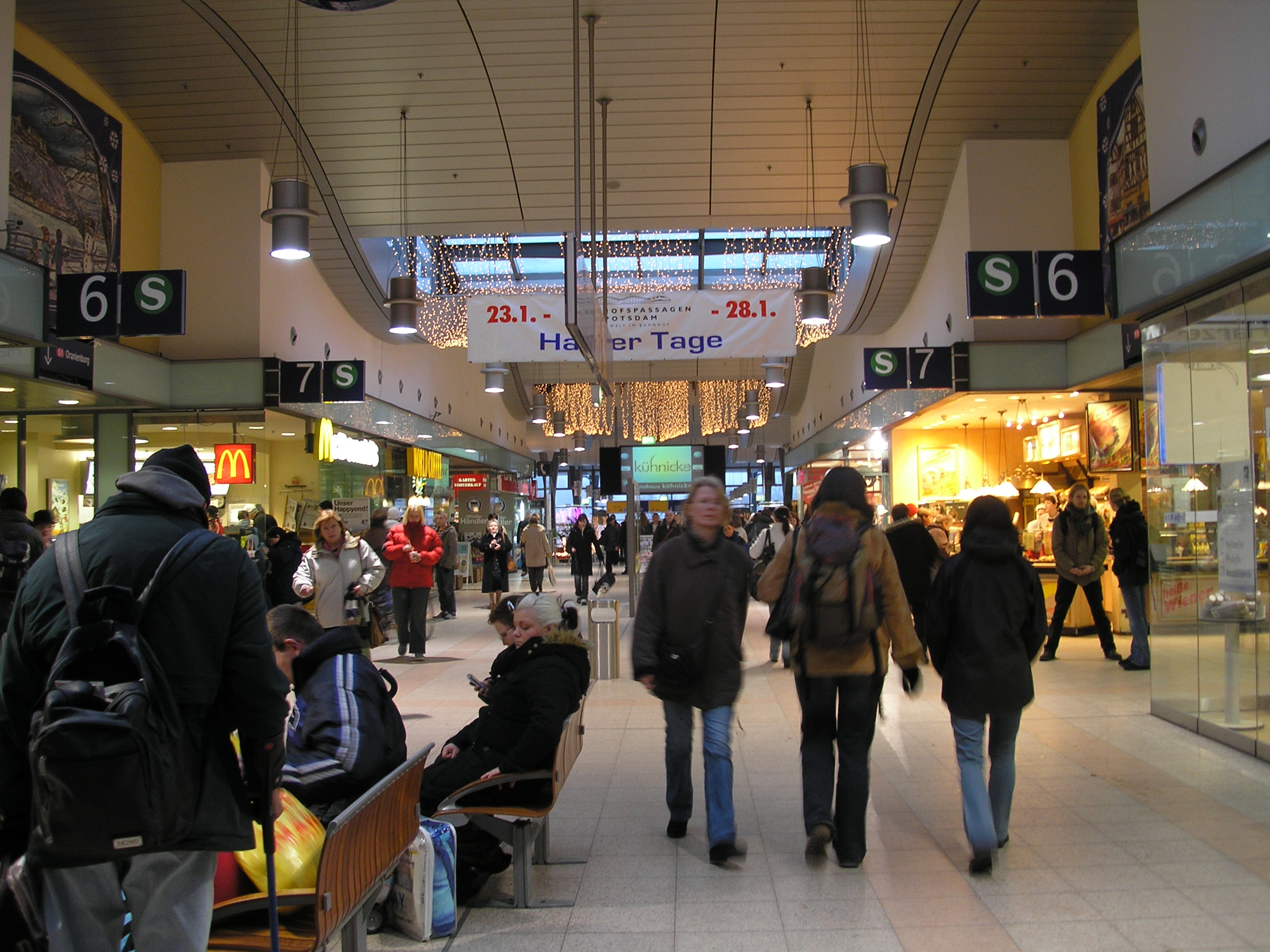
Centralhallen
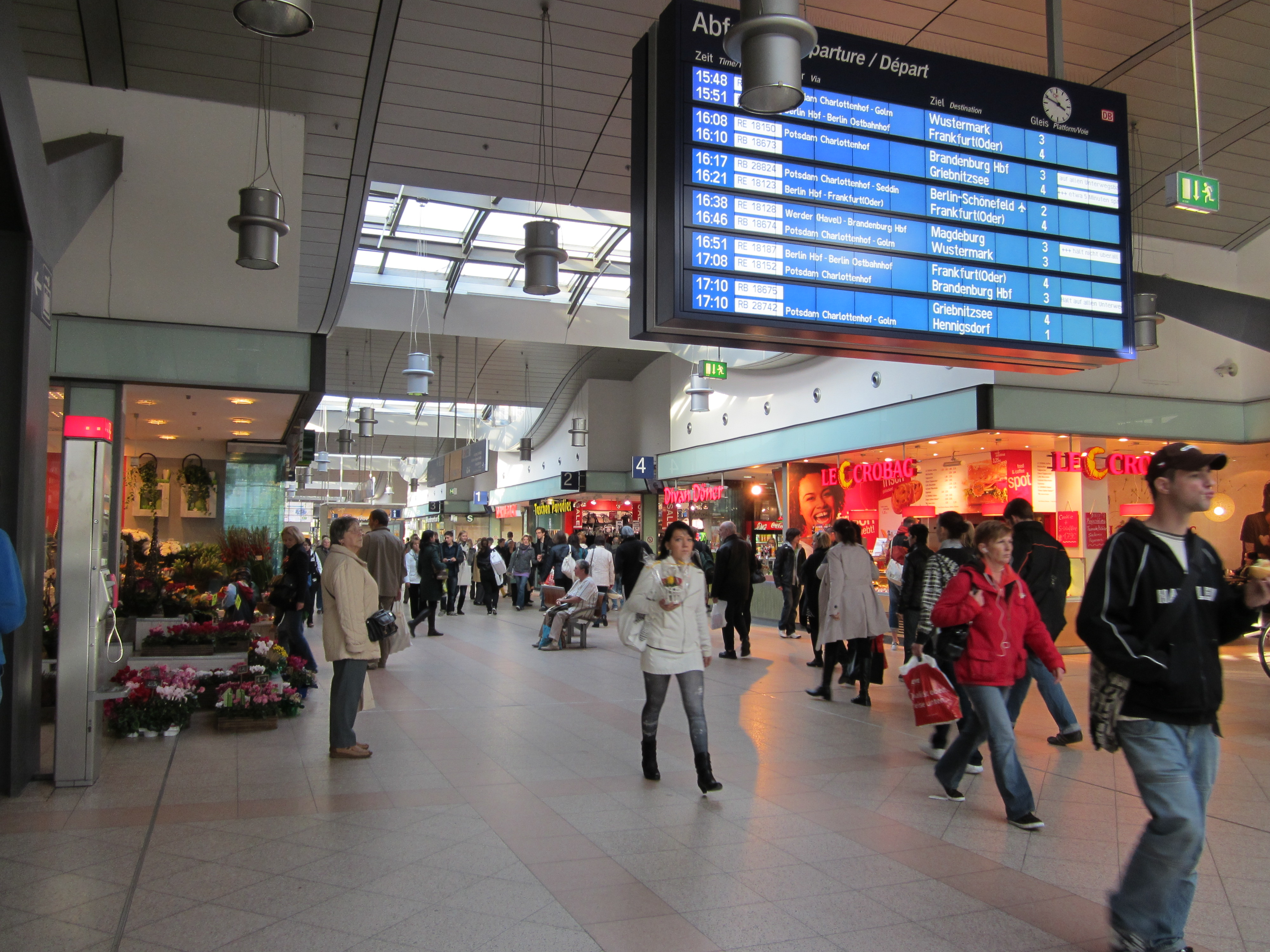
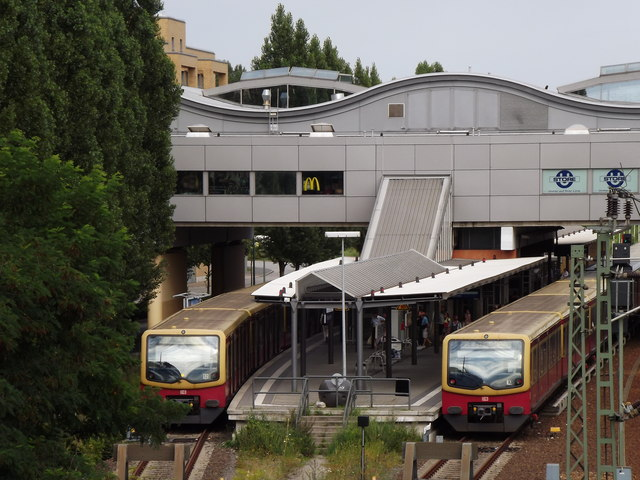
S-Bahn
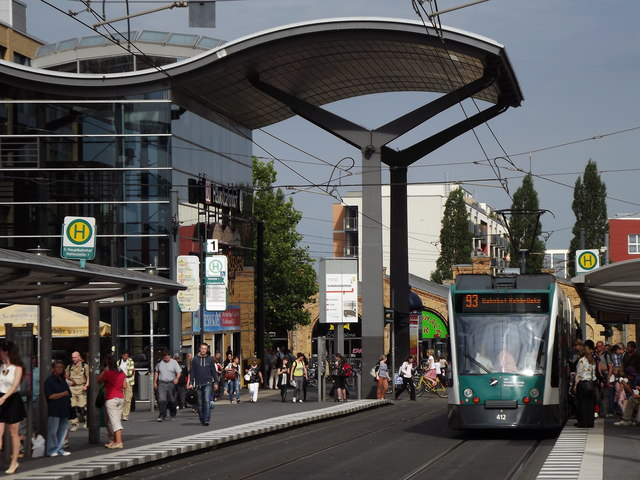
Potsdams spårväg